# Mercedes Aráoz
Mercedes Rosalba Aráoz Fernández (Lima, 5 de agosto de 1961) es una economista, catedrática universitaria y política peruana. Se desempeñó como ministra de Comercio Exterior y Turismo de 2006 a 2009, ministra de la Producción en 2009 y ministra de Economía y Finanzas de 2009 a 2010 durante el segundo gobierno de Alan García y como presidenta del Consejo de Ministros de 2017 a 2018 durante el gobierno de Pedro Pablo Kuczynski. En las elecciones generales de 2016 fue elegida segunda vicepresidenta de la República, cargo que ocupó del 28 de julio de 2016 hasta la aceptación de su renuncia el 7 de mayo de 2020. De la misma manera, fue congresista por el partido Peruanos Por el Kambio de 2016 a 2019.
Aráoz obtuvo el título profesional de economista en la Universidad del Pacífico, casa de estudios en la que permanece como profesora principal y en la cual ha formado parte del Centro de Investigación. Asimismo, estudió una maestría y un doctorado en economía en la Universidad de Miami. 
Para las elecciones generales de 2011 fue inscrita como precandidata presidencial del Partido Aprista Peruano; sin embargo, renunció a la precandidatura a las pocas semanas. Años más tarde, durante las elecciones generales de 2016 formó parte de la plancha presidencial de Peruanos Por el Kambio, encabezada por Pedro Pablo Kuczynski quien resultó elegido presidente de la República junto a Martín Vizcarra (primer vicepresidente) y Mercedes Aráoz (segunda vicepresidenta) venciendo a la plancha de Fuerza Popular encabezada por Keiko Fujimori en la segunda vuelta electoral. En las mismas elecciones fue también elegida congresista de la república con la mayor votación de dicha agrupación política. 
En septiembre de 2017 fue nombrada presidenta del Consejo de Ministros por el presidente Kuczynski. En medio de su gestión, el presidente atravesó una fuerte crisis política y dos intentos de vacancia presidencial por parte del Congreso de la República. Dicha situación culminó con la renuncia de Kuczynski a la presidencia en marzo de 2018, la cual fue inmediatamente asumida por Martín Vizcarra. Aráoz se mantuvo en el «premierato» hasta el 2 de abril del mismo año.
En medio de un conflicto entre el poder ejecutivo y legislativo tras la disolución del Congreso de la República hecha por  el 30 de septiembre de 2019 y la suspensión temporal del posterior jefe de Estado, Martín Vizcarra, hecha por el Congreso, Aráoz juró como «presidenta en funciones» tras ser la primera en línea de sucesión; sin embargo, pese a ello, al día siguiente renunció a la vicepresidencia y declinó en encargarse de las funciones presidenciales. Finalmente, su renuncia fue aceptada por el nuevo Congreso el 7 de mayo de 2020.

## Primeros años, familia, educación y vida laboral

### Primeros años, ascendencia y educación
Mercedes Rosalba Aráoz Fernández nació el 5 de agosto de 1961 en Lima, la capital del Perú. Es hija de Juan Roberto Aráoz Sillau y María Luisa Fernández Sánchez. Por parte de su paterna, es tataranieta de Miguel Francisco Aráoz, quien fue gobernador de la provincia de Salta. Además, proviene de uno de los linajes argentinos más influyentes de Tucumán durante la época colonial y entre sus miembros destacan el prócer de la independencia de Argentina y Perú, Francisco Aráoz de Lamadrid; los gobernadores de Tucumán, Bernabé Aráoz y Gregorio Aráoz de Lamadrid y el firmante del acta de la independencia de Argentina, Pedro Miguel Aráoz.
Mercedes estudió en el Saint Mary's School (hoy Colegio Privado Santa María) del distrito de Magdalena del Mar en Lima, donde realizó sus estudios primarios y secundarios desde 1969 hasta 1978. Posteriormente, en 1979, ingresó a la Universidad del Pacífico, en la cual obtuvo el bachillerato en la carrera de economía en 1983, así como el título profesional de economista. Años más tarde, se trasladó a Estados Unidos para hacer una maestría (Master of Arts) en economía en la Universidad de Miami desde 1987 a 1991; inmediatamente después, siguió el doctorado en economía en la misma casa de estudios.
Realizó estudios de especialización en Políticas de Comercio Exterior en la Red Latinoamericana de Política Comercial en Buenos Aires en 2000 y tres años más tarde en la Escuela de Gobierno John F Kennedy de la Universidad de Harvard. Luego, tomó la especialidad de coaching ontológico en Newfield Network en Ciudad de México durante el 2012 y más adelante en Santiago de Chile el 2015 en el mismo centro.

### Vida laboral, académica y familia
En sus últimos años de pregrado fue asistente de investigación en el Centro de Investigación de la Universidad del Pacífico. Una vez graduada, comenzó a laborar como jefa de Estudios Económicos en Macroconsult. Durante su estancia en los Estados Unidos, se desempeñó como profesora de Economía Pública y Microeconomía en la Universidad de Miami.
Regresó al Perú en 1994 y fue contratada como profesora principal en Economía Internacional de la Universidad del Pacífico. De la misma manera, se encargó del diseño de la Maestría en Finanzas, de la cual fue coordinadora. Fue también miembro del Centro de Investigación de dicha universidad (hasta 2011).
En 1998 fue Coordinadora de Políticas de Competencia en el Comité Nacional para la Cooperación Económica en el Pacífico (PERUPEC), de 1999 a 2001 fue vicepresidenta de la Comisión de Fiscalización de Dumping y Subsidios del Instituto Nacional de Defensa de la Competencia y de la Protección de la Propiedad Intelectual (INDECOPI). De 2000 a 2001 fue Coordinadora Ejecutiva del Proyecto Andino de Competitividad, realizado por la Corporación Andina de Fomento y la Universidad de Harvard.
De 2002 a 2004 fue asesora del primer viceministro de Comercio Exterior. En diciembre del último año mencionado fue designada como Directora Ejecutiva del Consejo Nacional de Competitividad y tuvo bajo su responsabilidad el desarrollo del Plan Nacional de Competitividad del Perú, cargo que ocupó hasta 2005.
En noviembre de 2011 fue nombrada como representante del Banco Interamericano de Desarrollo (BID) en México, cargo que ejerció desde el 1 de enero de 2012 hasta noviembre de 2015. Renunció al BID para poder presentarse a las elecciones 2016 como segunda vicepresidenta junto al partido de Peruanos Por el Kambio.
Ha laborado como profesora de la Academia Diplomática del Perú en el 2017 y fue miembro del Patronato de su alma mater, la Universidad del Pacífico. Asimismo trabajo como presidenta de la Comisión de Promoción de las Exportaciones y el Turismo, vicepresidenta del Consejo Nacional de la Competitividad, directora de la Agencia de Promoción de la Inversión Privada. En 2018, sucedió a Ameenah Gurib-Fakim como presidenta de Food Forever Initiative, la cual es una asociación sobre biodiversidad agrícola promovida por el Fideicomiso Global de Diversidad de Cultivos (Crop Trust), formado por la FAO, el CGIAR y Bioversity International. Finalmente en el 2020 regresó a la actividad académica tanto como profesora en la Universidad del Pacífico de las asignaturas de Políticas Públicas y Teoría del comercio internacional, tanto en el pregrado como en la Escuela de Gestión Pública.
Ha sido consultora de diversos organismos internacionales tales como el Banco Mundial, el Banco Interamericano de Desarrollo, la Corporación Andina de Fomento, la UNCTAD y la Organización de los Estados Americanos. Fue directora y editora a.i. de la revista Punto de Equilibrio.
Del mismo modo, fue presidenta del Grupo de Negociación sobre Políticas de Competencia en el Área de Libre Comercio de las Américas (ALCA) y también como Presidenta del Grupo de Negociación sobre Subsidios Antidumping y Derechos Compensatorios en el último mencionado.

## Carrera institucional

### Ministra de Estado (2006-2009)

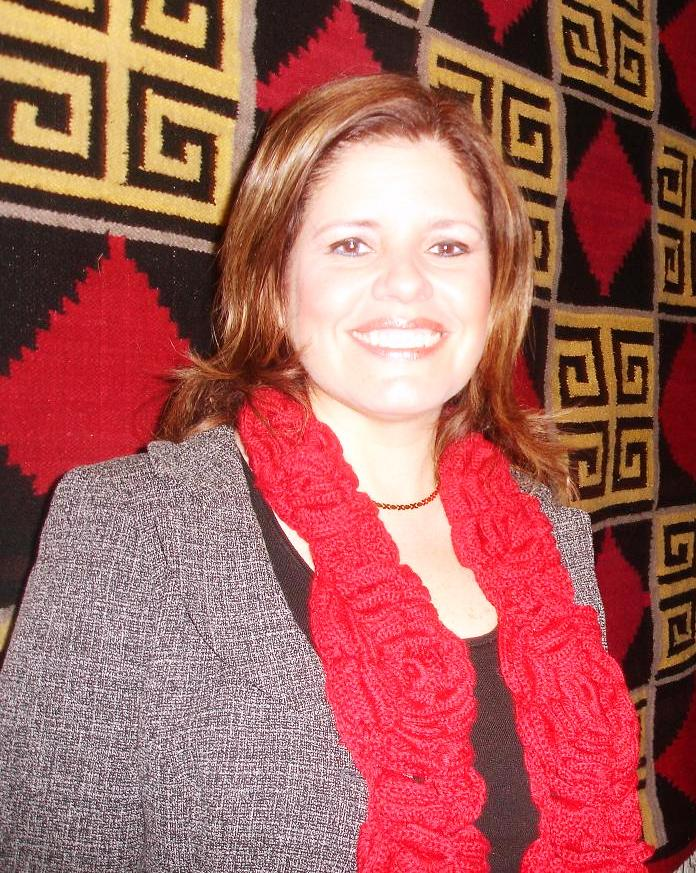
Mercedes Aráoz en 2007.

El 28 de julio de 2006, fue nombrada ministra de Comercio Exterior y Turismo por el presidente Alan García. Durante su gestión recibió y continuó las negociaciones para un TLC con los Estados Unidos, Canadá y Singapur, respectivamente. Los que finalmente llegaron a un acuerdo y están vigentes. Posteriormente, inició las negociaciones para un TLC con la Unión Europea, China, Japón, Corea del Sur, Tailandia y Chile.
Para la implementación del TLC con Estados Unidos creó una Comisión Multisectorial junto a los ministerios de Economía, Producción, Transportes y Agricultura. El grupo de trabajo se encargó de coordinar decretos supremos y leyes en el parlamento para cumplir con los requisitos establecidos por el gobierno estadounidense a fin de poner en vigencia el acuerdo comercial. El tratado fue aprobado por el Senado americano y entró en vigencia en febrero de 2009.
Entre los logros de su gestión en el sector Turismo, destaca la campaña para reconocer a Machu Picchu entre las Nuevas Siete Maravillas del Mundo. Desempeñó dicho cargo durante los gabinetes del primer ministro Jorge del Castillo y de Yehude Simon. El 10 de julio del 2009 deja dicho cargo en el que se mantuvo desde inicios del gobierno.

### Ministra de Estado (2009)
El 11 de julio de 2009 asumió el Ministerio de la Producción; desde ahí dirigió las políticas nacionales de los sectores microempresa, industria y pesca. Dentro de su gestión resaltaron los programas de apoyo a las microempresas a fin de poner las bases para su formalización y brindarles una legislación competitiva.
Luego de desempeñarse en dicho cargo pasó a asumir el cargo de Ministra de Economía y Finanzas.

### Ministra de Estado (2009-2010)
El 22 de diciembre del 2009, Mercedes Aráoz Fernández juramentó como Ministra de Economía y Finanzas y se convirtió en la primera mujer de la historia peruana en asumir dicho cargo. Durante su gestión, se dio prioridad a la promoción de proyectos de inversión en infraestructura y servicios públicos; así mismo, se revisaron las concesiones de obras a nivel nacional. Su gestión, que se preocupó por mantener el crecimiento de la economía peruana a pesar de la crisis financiera internacional, también modificó el Impuesto a la Renta y fijó impuestos a las ganancias de capital, así como mantuvo una tasa mínima de déficit fiscal. De la misma manera, se promovió el proyecto de ley para la integración de la Comisión Nacional Supervisora de Empresas y Valores (Conasev) a la Superintendencia de Banca y Seguros del Perú.
Tras negociaciones con Organización para la Cooperación y el Desarrollo Económicos, en abril de 2010 inauguró el Punto Nacional de Contacto OCDE en Proinversión, al cual se le encargó difundir las directrices del ente internacional para las empresas multinacionales con sede en Perú. El punto de contacto buscó promover las inversiones en el país en un marco de recesión internacional.
Permaneció como titular de Economía hasta el 14 de septiembre de 2010. Posteriormente, se convirtió en Consejera Presidencial en temas económicos, cargo que mantuvo hasta el 19 de noviembre de 2010.

### Congresista de la República
Fue elegida como congresista por el partido Peruanos Por el Kambio con 215 233 votos para el período 2016-2021. Fue la congresista con mayor votación dentro de la agrupación política y la segunda con mayor votación en Lima.
Para el año 2016-2017 fue elegida como presidenta de la Comisión de Economía, Banca, Finanzas e Inteligencia Financiera, así como miembro del Consejo Directivo del Congreso, de la Comisión Permanente y de las comisiones de Presupuesto y Relaciones Exteriores.
Fue también parte de la Comisión para el seguimiento de la incorporación del Perú a la OCDE.
En la primera legislatura de 2019 fue elegida nuevamente como presidenta de la Comisión de Economía así como Vicepresidenta de la Comisión de Presupuesto. También formó parte de las comisiones de Defensa del Consumidor, de Trabajo y Seguridad Social y de Relaciones Exteriores.
Tras la disolución del Congreso decretada por el presidente Vizcarra, su labor parlamentaria culminó.

### Vicepresidenta de la República (2016-2020)
Al iniciar el gobierno, Pedro Pablo Kuczynski anunció que sus vicepresidentes participarían activamente del gobierno. Es así que el primer vicepresidente fue nombrado ministro de Transportes y Comunicaciones, mientras que también se anunció que Mercedes Aráoz participaría de las reuniones del consejo de ministros en su condición de segunda vicepresidenta.
En agosto de 2016, fue designada como presidenta de la Comisión de Alto Nivel APEC 2016, la cual se encargó de determinar lineamientos, estrategias y acciones para la reunión del Foro de Cooperación Económica Asia-Pacífico en el país, la cual se llevó a cabo en noviembre de 2016.
En agosto de 2017 fue nombrada Comisionada Extraordinaria para el proceso de adhesión del Perú a la Organización para la Cooperación y el Desarrollo Económicos (OCDE).
En enero de 2019 viajó a Davos, Suiza para participar de las reuniones Foro Económico Mundial. Tras la proclamación de Juan Guaidó como presidente encargado de Venezuela; Aráoz se pronunció junto a los presidentes Jair Bolsonaro de Brasil, Iván Duque de Colombia y la ministra de exteriores canadiense Chrystia Freeland anunciando que el Perú apoya una transición democrática y pacífica en el país bolivariano.

### Presidenta del Consejo de Ministros (2017-2018)

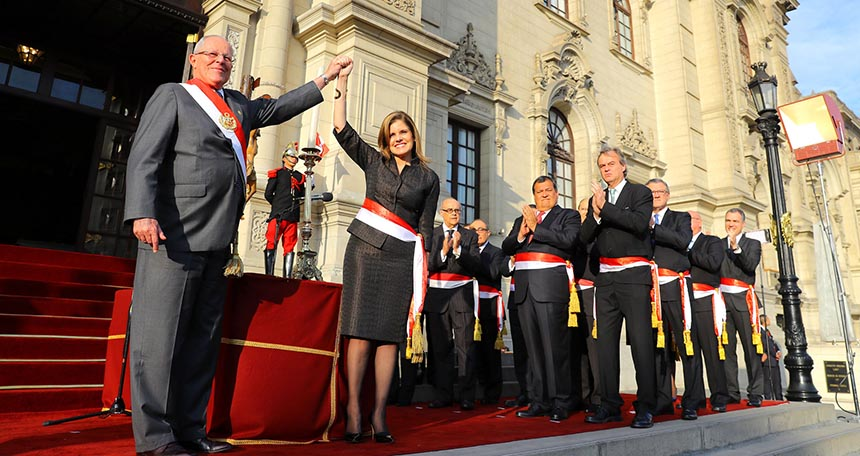
Aráoz en su juramentación como presidenta del Consejo de Ministros.

El 17 de septiembre de 2017 juramentó como presidenta del Consejo de Ministros en una ceremonia encabezada por el presidente Pedro Pablo Kuczynski. Su nombramiento se dio luego de que el congreso negara la confianza al premier Fernando Zavala. Junto a Aráoz también juramentaron cinco nuevos ministros.
El 12 de octubre, Aráoz se presentó ante el Congreso de la República para la investidura del gabinete ministerial. La ministra pidió que los congresistas tengan confianza en el trabajo del gabinete para la reconstrucción de las zonas afectadas por la crisis del Niño costero; además indicó que el gobierno impulsará políticas para la igualdad entre hombres y mujeres, así como medidas en contra de la violencia hacia la mujer. En la exposición, que duró casi dos horas, también se anunció el pedido de facultades en materia de Defensa y Economía. La premier indicó que el gobierno adoptará prácticas internacionales para el proceso de adhesión del Perú a la OCDE. La investidura del gabinete Aráoz fue aprobada por 83 votos.
El 27 de noviembre de 2017, Aráoz sustentó el Presupuesto General de la República 2018 en el cual se prioriza la denominada reconstrucción con cambios, en respuesta a los efectos del Niño Costero; también remarcó que entre otros ejes del proyecto de ley está el impulso de la infraestructura vinculada al cierre de brechas sociales, productivas y al deporte; la revolución social reforzando los pilares salud, educación, saneamiento, vivienda y agricultura; así como la mejora de la seguridad ciudadana en el país y la lucha anticorrupción.
En diciembre de 2017, la presidenta de la comisión que investiga el escándalo de corrupción Lava Jato dio a conocer que una empresa del presidente Pedro Pablo Kuczynski había realizado consultorías a para Odebrecht mientras que Kuczynski era ministro de Estado entre 2004 y 2006. Ante ello, la oposición liderada por Fuerza Popular exigió la renuncia del presidente e inició un primer proceso de vacancia. Mercedes Aráoz defendió al presidente de las acusaciones y negó que este haya incurrido en actos de corrupción. La también vicepresidenta declaró que se encontraba preocupada porque un sector del parlamento tenía una actitud golpista y también anunció que los dos vicepresidentes defenderían su mandato con el objetivo de mantener la democracia, el crecimiento económico y evitar acciones dictatoriales.

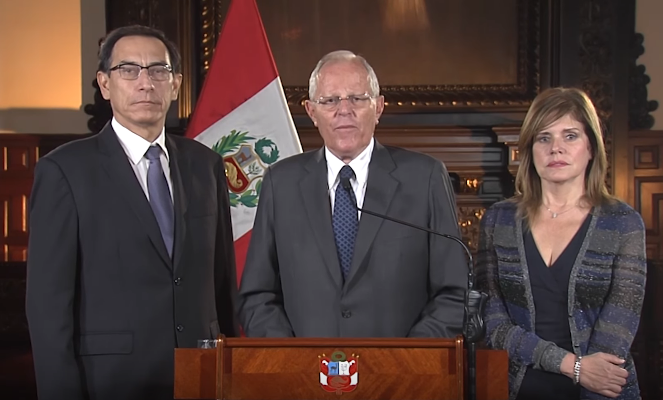
Kuczynski al lado de sus vicepresidentes, Martín Vizcarra y Mercedes Aráoz, en mensaje a la Nación previo a la sesión de vacancia.

El 20 de diciembre, Pedro Pablo Kuczynski junto a Martín Vizcarra y Mercedes Aráoz emitió un mensaje a la nación en el cual anunció que se presentaría al parlamento confiando en las instituciones democráticas e indicó que los vicepresidentes no formarán parte de un gobierno que nazca de forma injusta. El 21 de diciembre, Kuczynski acudió al congreso junto a su abogado para ejercer su defensa. Una vez concluido el debate entre los congresistas, el pedido de vacancia tuvo 79 votos a favor, 19 en contra y 21 abstenciones. Entre los que votaron en abstención se encontraron 10 miembros de la bancada de oposición Fuerza Popular liderados por Kenji Fujimori.

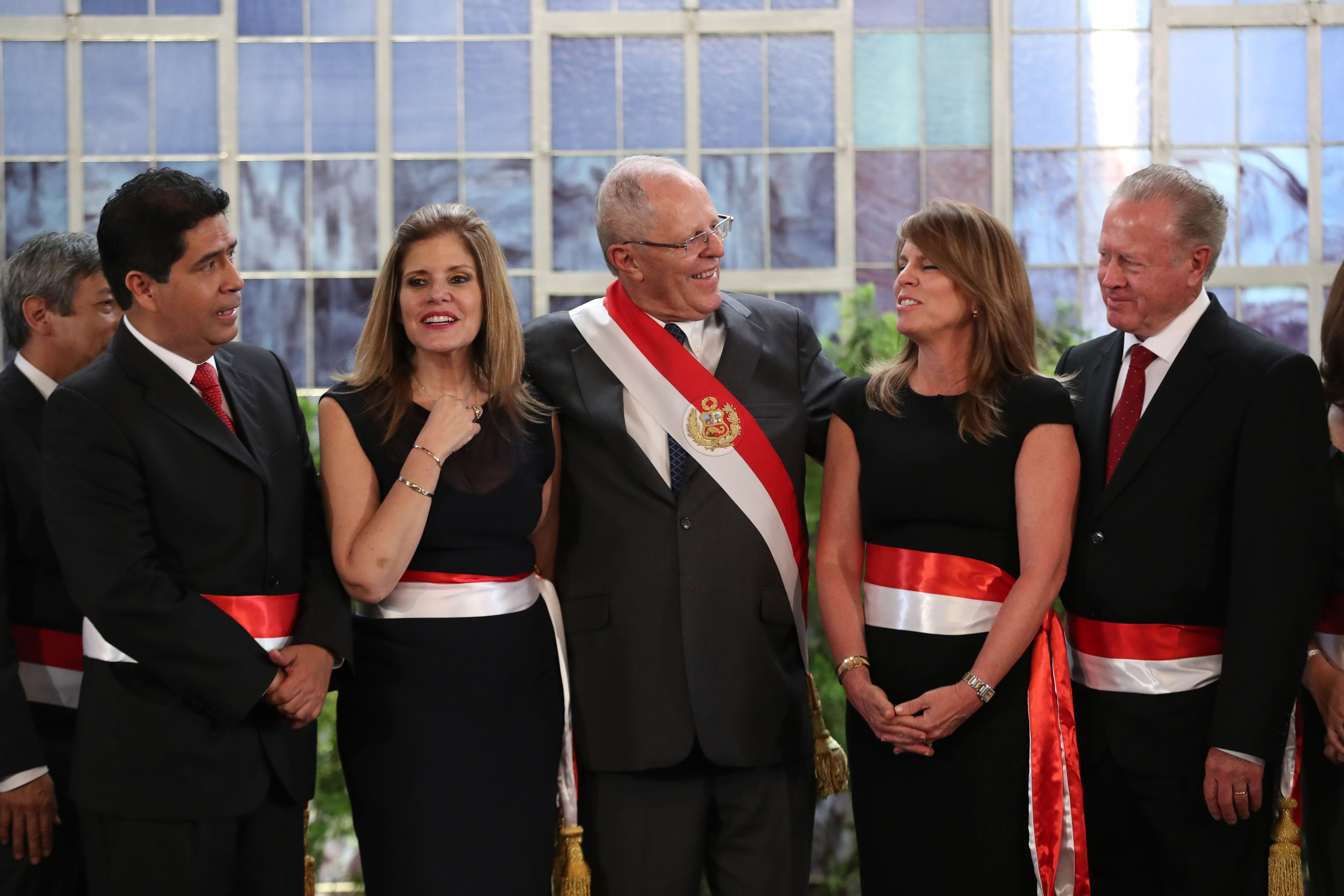
Aráoz, al lado del presidente Kuczynski y de los miembros de su gabinete ministerial, luego de la ceremonia de juramentación de sus cargos.

El 24 de diciembre, el gobierno otorgó el Indulto al expresidente Alberto Fujimori, preso por delitos de violación de derechos humanos y corrupción durante su gobierno. La primera ministra indicó que el indulto nunca formó parte de su agenda y que este era una prerrogativa presidencial. Tras ello, los ministros Salvador del Solar (Cultura) y Jorge Nieto (Defensa) renunciaron a sus cargos. El presidente Kuczynski y la ministra Aráoz recompusieron el consejo de ministros, llamado como gabinete de la reconciliación. El gobierno mantuvo 11 ministros, designó a ocho nuevos y realizó la ceremonia de jura el 10 de enero de 2018.
En marzo de 2018, los grupos parlamentarios Nuevo Perú y Frente Amplio impulsaron un segundo proceso de vacancia presidencial respaldados por Fuerza Popular y por el congresista César Villanueva. La presidenta del Consejo de Ministros consideró que este nuevo pedido reflejaba un intento por desestabilizar el gobierno para hacer un "golpe de estado". La moción para iniciar el nuevo proceso de vacancia fue aprobada en el congreso el 15 de marzo.
El 20 de marzo, el fujimorismo presentó una serie de audios y videos en los que congresistas liderados por Kenji Fujimori intentaban convencer a otros para votar en contra de la vacancia así como unas conversaciones del Ministro de Transportes, Bruno Giuffra, en las cuales ofrecería a un congresista obras para su región a cambio de votar en contra de la vacancia. El 21 de marzo, el presidente Pedro Pablo Kuczynski presentó su renuncia, la cual fue aprobada en el congreso el día 22 con 105 votos a favor, 12 en contra y 3 abstenciones.
El primer vicepresidente Martín Vizcarra, que se desempeñaba como Embajador en Canadá, llegó al Perú y juramentó como Presidente de la República el día 23 de marzo. El gabinete presidido por la ministra Aráoz quedó como gobierno en funciones hasta el nombramiento de César Villanueva como nuevo premier el 2 de abril de 2018.

### Juramentación como "encargada de la presidencia" (2019)
El 30 de septiembre de 2019, el presidente Martín Vizcarra disolvió el Congreso de la República tras considerar una "negación fáctica" de una cuestión de confianza presentada por el Presidente del Consejo de Ministros del Perú. Horas después, el Congreso, aún en funciones de acuerdo al Principio de Legalidad (Artículo 109 de la Constitución), decidió suspender a Martín Vizcarra en sus funciones como presidente de la República por un plazo de 12 meses. Según la Constitución Política, ante un impedimento temporal del presidente, asume el vicepresidente. Aráoz juró el cargo de presidenta encargada el mismo 30 de septiembre.
El 1 de octubre de 2019 renunció a la vicepresidencia de manera irrevocable. Cabe destacar que horas antes de su renuncia, los legisladores del disuelto Parlamento, Marco Arana y Justiniano Apaza, presentaron una denuncia penal en el Ministerio Público contra Aráoz por «usurpación de funciones» al haber participado en dicho acto político. Dicha denuncia fue archivada por el Ministerio Público en marzo de 2020.
El 2 de noviembre, la ministra de Justicia y Derechos Humanos, Ana Teresa Revilla sostuvo que Aráoz continuaba siendo vicepresidenta de la República debido a que su renuncia no ha sido aceptada por el Pleno del Congreso. El 5 de noviembre, Aráoz brindó unas breves declaraciones a la prensa en las que explicó que debido a la falta de un Pleno del Congreso que acepte la renuncia, aún sigue siendo vicepresidenta y afirmó estar de acuerdo con el planteamiento de la ministra Revilla.
El 7 de mayo, el congreso aceptó su renuncia la vicepresidencia de la República.

## Carrera electoral

### Elecciones generales del 2011
El 2 de noviembre del 2010, Aráoz fue anunciada como candidata presidencial del partido de gobierno (APRA) para las elecciones generales del 2011.
A diciembre de 2010, las encuestas nacionales le otorgaron a esta candidatura el 6.3 % de las intenciones de votos. La primera encuesta de 2011 publicada el 14 de enero, le otorga a esta candidata el 3 % de intención de voto.
Renunció a su candidatura a la presidencia el 16 de enero de 2011.

### Elecciones Generales del 2016
Se presentó como candidata a la Segunda Vicepresidencia, en la lista encabezada por Pedro Pablo Kuczynski por el Partido Peruanos por el Kambio y resultó elegida en la segunda vuelta electoral.
Fue elegida congresista y encabezó la lista de Peruanos por el Kambio con el número 1 por el distrito electoral de Lima.

## Activismo

### Violencia de género
Comprometida en la lucha contra la violencia hacia las mujeres ha participado en las marchas organizadas en Lima del movimiento Ni una menos animando a que la sociedad reaccione ante el silencio y el miedo que tienen las víctimas en situaciones de acoso. En agosto de 2016 reveló en un programa de televisión que ella misma había sido violentada no físicamente pero sí emocionalmente y que durante aquel triste periodo llegaron atribuirle una personalidad inútil, propio de una persona que “es engañada con el amor como una posibilidad". También ha reconocido haber sufrido acoso.

### Ley de igualdad salarial entre hombres y mujeres
Mercedes Aráoz es impulsora de la Ley 30709, que prohíbe la discriminación remunerativa entre varones y mujeres publicada en el diario oficial El Peruano el 27 de diciembre de 2017. Había sido aprobada en el Congreso de la República por unanimidad en noviembre. La iniciativa junto al proyecto de Aráoz recogió también propuestas del congresista Richard Acuña (APP) y de Vicente Zeballos (PPK).

## Controversias

### Conflicto de Bagua
Entre 2008 y 2009 se produjo el Conflicto de Bagua tras la promulgación de decretos legislativos en el marco de la implementación del tratado de libre comercio con los Estados Unidos. Los decretos regulaban el uso de recursos forestales, así como el aprovechamiento de tierras agrícolas, predios rurales y comunales. Sin embargo, la comunidad de Bagua comenzó una serie de protestas argumentando que veían afectados sus derechos y que no se había realizado una consulta previa.
En este contexto, Aráoz, como Ministra de Comercio Exterior y Turismo, planteó que la derogación de los decretos y el consecuente vacío legal generaría problemas que afectarían la implementación del Tratado de Libre Comercio. Esto debido a que para el cumplimiento del acuerdo con los Estados Unidos, se necesita regulaciones sobre los mencionados recursos y las autoridades norteamericanas podrían tomar acciones en contra del Estado Peruano por incumplir con los requisitos.
El informe en minoría emitido por la Comisión de Investigación sobre el conflicto en Bagua en 2016 sugiere que Mercedes Araoz (1) emitió "declaraciones inoportunas que contribuyeron a la confusión de la opinión pública", y (2) que fue responsable política por el "incumplimiento de la obligación constitucional de someter los decretos legislativos que afectaban directamente a los pueblos indígenas a la consulta previa que señala el convenio 169 de la OIT". Años después también se conoció una nota diplomática filtrada por WikiLeaks en la que el embajador de los Estados Unidos en Perú, Michael McKinley, advierte sobre las consecuencias negativas para el Tratado de libre comercio si el gobierno cede a las presiones de la comunidad de Bagua.

### Indulto a Alberto Fujimori
El 24 de diciembre de 2017, el presidente Pedro Pablo Kuczynski otorgó el indulto al exmandatario Alberto Fujimori, preso por delitos de violación de derechos humanos y corrupción durante su gobierno, a solo tres días de haberse salvado de la vacancia con los votos de la facción parlamentaria liderada por su hijo Kenji Fujimori. La resolución, firmada por Kuczynski y el ministro de Justicia Enrique Mendoza, detalla que Fujimori presentó ante el Instituto Nacional Penitenciario (INPE) el pedido del indulto 11 de diciembre del mismo año. Desde entonces, y en tiempo récord, el pedido pasó por una Junta Médica Penitencia y por la Comisión de Gracias Presidenciales, las cuales solicitaron el indulto para el expresidente.
Ante esto, la segunda vicepresidenta de la República, Mercedes Aráoz, añadió el indulto nunca formó parte de su agenda y que no participó en alguna negociación para evitar la vacancia a cambio del indulto. "No formaba parte de la agenda política de mi gabinete. Eso es cierto hasta el día de hoy (...) Soy una persona integra, he seguido una línea de trabajo. Ni yo ni los miembros de la bancada oficialista participó en negociación alguna durante la vacancia". Aráoz aseguró que ante el panorama de una posible vacancia de PPK, el esfuerzo de ella y de la bancada fue "defender la constitución, que no se dé la vacancia con el debido proceso y defender la democracia".
A los pocos días, en una columna en el diario El Comercio Aráoz manifestó:

Buscar la reconciliación no significa olvidar los crímenes cometidos por el régimen autoritario del ex presidente Alberto Fujimori, pues nuestros valores democráticos no son negociables. Queridos compatriotas, este indulto de ninguna manera significa impunidad y menos olvido; se trata de empezar a cerrar heridas como país.
Mercedes Aráoz, 7 de enero de 2018

### Otras controversias
Su juramentación como "encargada de la presidencia" en la noche del 30 de setiembre del 2019 fue altamente polémica y fue considerada por diversos actores políticos y sociales como una violación de la constitución. De hecho, fue denunciada por el excongresista Marco Arana por haber supuestamente cometido el delito de "usurpación de funciones". Puesto que la sentencia del Tribunal Constitucional subsecuente consideró que el Congreso fue disuelto en el momento mismo del anuncio hecho por el presidente Vizcarra, los actos del Congreso posteriores al mensaje presidencial pasaron a considerarse nulos y han sido ignorados por el sistema de justicia, incluyendo la juramentación de Aráoz Fernández.
En agosto del 2021, la periodista Karla Ramírez del programa Sálvese Quien Pueda reveló que Aráoz envió en diciembre del 2020 un ejemplar dedicado de Meche, su libro de memorias, a Vladimiro Montesinos Torres. En dicha dedicatoria, Aráoz le mostraba su "aprecio" personal. Cuestionada al respecto, la exvicepresidenta indicó que la dedicatoria la había hecho a pedido de una persona conocida: "fue una situación media incómoda, me pidió un autógrafo para este señor y lo llené, pero la verdad que no es porque tenga mucho interés".

## Premios y reconocimientos
- Beca de estudios de postgrado en Economía Universidad de Miami[87]
- Mención entre los mejores estudiantes de las universidades americana en la publicación Quién es quién?
- Premio por enseñanza Universidad de Miami
- Beca Claude Pepper Seminarios sobre política congresional y asuntos globales de Estados Unidos USAID
- Orden al Mérito de la Mujer del Municipio de Miraflores (2011)
- Orden al Mérito del Colegio de Economistas de Lima (2010)
- Doctora honoris causa por la Universidad Femenina del Sagrado Corazón[88]
- Doctora honoris causa por la Universidad Nacional de San Agustín

## Publicaciones
- Meche (2020), libro de memorias
- Retrato de una incertidumbre (2020) libro en colaboración.

Investigación:
- Perspectivas económicas de la integración del Perú con el Grupo Andino (2007)[89]
- La Universidad y su rol frente a la competitividad (2004)[90]
- Preparación de los países andinos para integrar las redes de tecnologías de la información: el caso del Perú (2002)[91]
- Atracción de la inversión extranjera directa en el Perú (2002)
- Factores limitantes de la inversión extranjera en el Perú (2001)[92]
- The linkages between competition policy and investment policy (1999)[93]
- PECC proposal on competition principles for APEC (1998)
- La integración como instrumento para incrementar la competitividad en un mundo globalizado: perspectivas en la Comunidad Andina (1998)
- Determinantes del comercio internacional peruano: aplicación a los acuerdos de integración (1998)
- Competition policy in the FTAA: progress in the working group and Peru’s approach as Chair (1998)[94]
- Integration and competitiviness in a globalized world: Outlook for the Andean Community (1997)[95]
- Finanzas municipales: ineficiencias y excesiva dependencia del gobierno central (1996)[96]
- Los flujos comerciales en el contexto regional andino (1996)[97]
- Comercio y políticas de competencia[cita requerida]
- Perú and the Andean Pact[cita requerida]
- Municipalización de las finanzas públicas en un contexto de reforma tributaria (1996)[98]
- Evolución de la economía peruana (1994)[99]